# دهستان رستم‌آباد جنوبی
دهستان رستم‌آباد جنوبی نام دهستانی در بخش مرکزی شهرستان رودبار، استان گیلان در ایران است. مرکز آن شهر رستم‌آباد است و بر اساس سرشماری مرکز آمار ایران در سال ۱۳۸۵، جمعیت آن ۳۶۲۳ نفر (۱۰۴۳ خانوار) بوده‌است.
برخی از آبادی‌های این دهستان به شرح زیر می‌باشد: ییلاق تکلیم، ییلاق دارستان، ییلاق دوگاهه، ییلاق لاکه، فیلده، گنجه، جوبن، کلورز، پیری، سِلان‌سَر، پشته، شمام، امین‌آباد، جمشیدآباد.